# Державний експортний контроль
Державний експортний контроль — комплекс заходів з контролю за міжнародними передачами товарів, їх використанням юридичною чи фізичною особою, що здійснюється спеціально уповноваженим органом виконавчої влади з питань державного експортного контролю та іншими державними органами з метою забезпечення захисту інтересів національної безпеки та відповідно до міжнародних зобов'язань України.